# Alpinia dasystachys
Alpinia dasystachys är en enhjärtbladig växtart som beskrevs av Theodoric Valeton. Alpinia dasystachys ingår i släktet Alpinia och familjen Zingiberaceae. Inga underarter finns listade i Catalogue of Life.